# Mofaz Racing
Mofaz Racing is een autosportteam uit Maleisië dat van 2009 tot 2011 deelnam aan de Formule Renault 3.5 Series.

## Geschiedenis
In 2009 kocht de Mofaz Group aandelen in het Formule Renault 3.5-team Fortec Motorsport. Het nieuwe team werd bekend als Mofaz Fortec Motorsport voordat de naam weer werd veranderd naar Mofaz Racing.
Fairuz Fauzy, de zoon van teameigenaar Haji Mohamad Fauzy Abdul Hamid, en Sten Pentus waren de coureurs van het team in 2009. Fauzy eindigde als tweede in het kampioenschap met één overwinning op de Hungaroring achter Bertrand Baguette, terwijl Pentus als zestiende eindigde. Mofaz eindigde als vijfde in het constructeurskampioenschap.
In december 2009 maakte de organisatie van de Formule Renault 3.5 de dertien inschrijvingen bekend voor het seizoen 2010, met Fortec Motorsport en Mofaz Racing als verschillende inschrijvingen. Fortec nam de inschrijving van het Prema Powerteam over, aangezien zij zich meer wilden richten op hun Formule 3-activiteiten, en Mofaz Racing werd een ander team.
In februari 2010 werd bekend dat Mofaz Racing een samenwerking was ingegaan met het nieuwe Formule 1-team Lotus Racing, waarmee het team officieel bekend werd als het 'Lotus F1 Racing Junior Team', wat later werd afgekort naar 'Junior Lotus Racing'. De coureurs voor het seizoen 2010 waren Nelson Panciatici en Daniil Move, terwijl Dean Stoneman Move in de laatste ronde op het Circuit de Catalunya verving. Het team eindigde het seizoen als negende in het constructeurskampioenschap met Panciatici op de twaalfde plaats in het coureurskampioenschap en Move op plaats 21 en Stoneman op plaats 26.
In 2011 waren Chris van der Drift en Jake Rosenzweig de coureurs van Mofaz, terwijl Fairuz Fauzy vanaf de ronde op de Nürburgring Van der Drift verving. Het team sloot het seizoen af als negende in het constructeurskampioenschap. Van der Drift eindigde als twaalfde bij de coureurs, Rosenzweig als vijftiende en Fauzy als 22e. Na dit seizoen stopte Mofaz echter met de Formule Renault 3.5.